# 楊金鳳 (歌仔戲樂師)
楊金鳳，台灣戲曲樂師，1953年在彰化縣鹿港鎮出生。
楊氏幼年學習南管，主工琵琶，後隨嘉義縣水上鄉歌仔說唱藝術家學習歌仔音樂藝術。后專工台灣三弦，兼台灣月琴和薩克斯風等西樂器。青少年時參加台中地區的歌仔戲戲班，做音樂工作。也曾參加高甲戲（九甲戲；交加戲）戲班「新金英」的伴奏工作。
楊氏長期在歌仔戲音樂界活動，與新和興、明華園等許多劇團有過長期密切的合作。曾擔任1999年台灣行政院文化建設委員會主辦「台灣傳統歌仔戲藝術薪傳計畫：扮仙戲紀錄保存」錄製出版的《天官賜福》、《醉八仙》、《三仙會》、《跳加官》、《金榜》、《鬧虎》這些吉慶戲的三弦。台灣行政院文化建設委員會國立傳統藝術中心出版的光盤：《天下第一家》、《靈前會母》、《水萍怪影》、《孔雀膽》、《薛平貴王寶釧》，也由她擔任三弦。
她參與錄製的歌仔戲音樂專輯有《梅開二度》、《珠圓玉潤阿旦歌》等。

## 外部連結
- 劉秀庭論文第5章賣藥團落地掃的幾個實例